# Adware
Adware (англ.; от ad, advertisement — «реклама» и software — «программное обеспечение» = рекламное программное обеспечение, рекламная программа) — тип лицензирования программного обеспечения. Само программное обеспечение распространяется бесплатно, однако автор или распространитель приложения получает доход за счет показа рекламы.
Также термином «adware» называют тип зловредной программы, которая навязчивым образом отображает нежелательные объявления.

## Основное назначение
Основным назначением деятельности по показу рекламы является получение прибыли и покрытие расходов на разработку программного обеспечения (например, конвертера видео или клиента системы мгновенных сообщений), таким образом, adware — неявная форма оплаты за использование программного обеспечения, осуществляющаяся за счёт показа пользователю рекламной информации.

## Схема получения прибыли
Схема монетизации adware-приложений достаточно проста. Разработчики adware-приложений работают или с рекламными агентствами, которые в данном случае выполняют функцию посредника, или же, что бывает значительно реже, напрямую с рекламодателями.

## Связь со шпионским программным обеспечением
Многие adware осуществляют действия, присущие spyware (шпионским программам): показывают рекламные заставки, базирующиеся на результатах шпионской деятельности на компьютере, могут устанавливаться без согласия пользователя. Примеры: Exact Advertising от BargainBuddy.
Некоторые adware-программы при удалении оставляют рекламный модуль.
Другие действия, характерные для spyware, такие как доклад о посещаемых пользователем веб-сайтах происходят в фоновом режиме. Данные используются для целевого рекламного эффекта.

## Примеры программ
Примером программы adware может служить официальный клиент ICQ, Skype или медиаконвертер MediaCoder, официальная сборка которого содержит многочисленные рекламные баннеры.
Movieland — служба скачивания видео, которая была предметом тысяч жалоб за постоянную назойливую демонстрацию всплывающих окон и требований оплаты. Федеральная комиссия по торговле США собрала материалы дела по поводу жалоб на Movieland и 11 других ответчиков, обвиняемых в создании национальной схемы по использованию обмана и принуждения для взимания платежей с клиентов. Сторона обвинения утверждала, что программа «неоднократно открывает несоразмерные рекламные окна, которые не могут быть закрыты или минимизированы, сопровождаемые музыкой, звучащей около 1 минуты, и требует платежа в сумме 29,95 долларов для прекращения показа всплывающих окон, а также требует, чтобы клиенты, подписавшиеся на трёхдневную бесплатную пробную версию, но не успевшие аннулировать членство до истечения пробного периода, также платили».

### Реклама в установщиках
Отдельным подвидом adware являются установщики программ (как правило, бесплатных), в которых, помимо основной программы, находятся различные дополнительные. Это могут быть расширения для браузеров, смена поисковой страницы, антивирусы, отдельные браузеры, другие программы. Как правило, разработчики дают возможность отказаться от предложения, но в большинстве случаев пользователю нужно быть постоянно начеку, чтобы не установить ненужное в данный момент дополнительное ПО.

## Способы защиты
Для защиты от adware-приложений, устанавливающихся непосредственно на компьютер пользователя, можно использовать антивирусные продукты с функцией песочницы, которая позволяет запустить приложение в ограниченной среде, не опасаясь за безопасность всей системы.
Еще одним способом борьбы с рекламой и навязчивыми предложениями в установщиках программ являются программы, которые работают как фоновые службы и отменяют нежелательные пункты в установщиках программ. Пример — Unchecky.
Иногда может помочь очистка расписания задач в Windows или удаление незнакомых записей из пунктов автозапуска.
Эффективным способом защиты от назойливой рекламы на веб-сайтах являются специальные фильтры — Adblock Plus или UBlock Origin. Подобные программы позволяют достаточно эффективно бороться с рекламой на различных порталах, размещённых в сети Интернет.